# 中華國際
中華國際控股有限公司，簡稱中華國際控股，以及中華國際（英語：ZHONG HUA INTERNATIONAL HOLDINGS LIMITED，港交所：1064），於1993年建立，當時名為「中華地產控股有限公司」。
現時業務除了在重慶經營房地產業務外，還經營電訊買賣、租賃等行業，總部位於重慶朝天門
朝東路港渝廣場14樓。總經理為何鑑雄。
而股份則在1997年10月13日於港交所主板上市。

## 董事會
- 執行董事: 何鑑雄
- 非執行董事: 楊國瑞
- 獨立非執行董事: 譚剛, 黃鉅輝, 黃妙婷
- 公司秘書: 曾志鴻（香港會計師公會會計師 [2]

## 連結
- ZhongHuaGroup.com